# Елена Троянская (картина Россетти)
«Елена Троянская» — картина английского художника-прерафаэлита Данте Габриэля Россетти, созданная в 1863 году. На данный момент картина находится в собрании Гамбургского кунстхалле.
Портрет Елены Троянской объединяет важные мотивы этого периода работы Россетти и представляет собой очередную интерпретацию образа роковой женщины. Елена была самой красивой женщиной в мире и ключевой фигурой в западной поэтической традиции. Пальцы героини сжимают медальон с эмблемой своего возлюбленного Париса, на фоне изображена горящая Троя.
Натурщицей для картины стала Энни Миллер.
На обратной стороне картины присутствует цитата из «Агамемнона» Эсхила на греческом языке «разрушительница кораблей, разрушительница мужчин, разрушительница городов» (греч. «ελεναυσ, ελανδροσ, λεεπτολισ»). Каждое из трех греческих слов начинается со слога «эле», повторяя первый слог имени «Елена».
Картина обрела большой успех на выставке в Ливерпульской академии. Коллекционер Джордж Рей заявил, что картина стала «жемчужиной выставки», а Уильям Майкл Россетти писал, что «Елена Троянская» стала «образцом мастерства его брата».
Через четыре года Фредерик Сэндис создал свой образ Елены, в результате между художниками стало нарастать напряжение, поскольку Россетти считал, что Сэндис занимается плагиатом его работ (это касалось не только «Елены Троянской», но и «Марии Магдалины»). Идентичную репродукцию картины создал Чарльз Фэйрфакс Мюррей, сейчас она хранится в Музее Фицуильяма.